# 日本公認会計士協会
日本公認会計士協会（にほん こうにんかいけいし きょうかい、略：JICPA）は、公認会計士法（以下法という。）第43条1項に基づき、公認会計士が自主規制機関として組織する特別民間法人である。協会本部は東京都千代田区九段南の公認会計士会館に所在する。

## 概要
公認会計士および監査法人はすべて協会の会員となることが義務付けられている（法第46条の2）。協会は会員の指導、連絡および監督に関する事務や公認会計士の登録に関する事務を行うものとされており（法第43条2項）、日本弁護士連合会等と同様の専門職による自主規制団体である。
会員たる公認会計士および監査法人の品位を保持し、監査証明業務の改善進歩を図るため、会員の指導、連絡および監督を行い、ならびに公認会計士の登録に関する事務を行う。

### 地域会
- 日本公認会計士協会北海道会（本部札幌市：北海道）
- 日本公認会計士協会東北会（本部仙台市：宮城県・福島県・山形県・岩手県・秋田県・青森県）
- 日本公認会計士協会埼玉会（本部さいたま市：埼玉県）

2016年4月1日付けで設立された。
- 日本公認会計士協会千葉会（本部千葉市：千葉県）

2016年4月1日付けで設立された。
- 日本公認会計士協会東京会（本部東京都：山梨県・長野県・新潟県・群馬県・栃木県・茨城県・東京都）
- 日本公認会計士協会神奈川県会（本部横浜市：神奈川県）

2013年4月1日付けで設立された。会員数としては、4番目に大きな地域会である。
- 日本公認会計士協会東海会（本部名古屋市：愛知県・岐阜県・三重県・静岡県）
- 日本公認会計士協会北陸会（本部金沢市：石川県・福井県・富山県）
- 日本公認会計士協会京滋会（本部京都市：京都府・滋賀県）
- 日本公認会計士協会近畿会（本部大阪市：大阪府・奈良県・和歌山県）
- 日本公認会計士協会兵庫会（本部神戸市：兵庫県）
- 日本公認会計士協会中国会（本部広島市：広島県・鳥取県・島根県・岡山県・山口県）
- 日本公認会計士協会四国会（本部高松市：香川県・愛媛県・徳島県・高知県）
- 日本公認会計士協会北部九州会（本部福岡市：福岡県・佐賀県・長崎県）
- 日本公認会計士協会南九州会（本部熊本市：熊本県・大分県・宮崎県・鹿児島県）
- 日本公認会計士協会沖縄会（本部那覇市：沖縄県）

### 地区会
日本公認会計士協会東京会は、30の地区会を設けている。東京都内には、東京２３区に対応する２３の地区会があり、更に、多摩地域に１つの地区会がある。茨木県、群馬県、栃木県、長野県、新潟県、山形県にそれぞれ地区会がある。

## 沿革
- 1949年（昭和24年） - 任意団体として発足。
- 1953年（昭和28年） - 民法第34条（当時）に基づく公益法人（社団法人日本公認会計士協会）に移行。
- 1966年（昭和41年） - 公認会計士法改正により認可法人化。
- 2004年（平成16年） - 特別民間法人となる。
- 2016年（平成28年） - 日本公認会計士協会初の女性会長が就任する。

## 歴代会長
任期は3年である。1989年以前の任期は2年で再任も可能だった。初代会長は太田哲三一橋大学名誉教授（監査法人太田哲三事務所）。1976年以降の歴代の会長は以下の通り。
| 在任期間        | 会長名     | 出身監査法人              | 出身校                       |
| --------------- | ---------- | ------------------------- | ---------------------------- |
| 1977年 - 1979年 | 尾澤修治   | 監査法人朝日会計社        | 東京商科大学（現：一橋大学） |
| 1979年 - 1981年 | 中瀬宏通   | 監査法人中央会計事務所    |                              |
| 1981年 - 1985年 | 川北博     | 監査法人サンワ事務所      | 中央大学商学部               |
| 1985年 - 1989年 | 村山徳五郎 | 監査法人中央会計事務所    | 慶應義塾大学経済学部         |
| 1989年 - 1992年 | 山上一夫   | 聖橋監査法人              | 明治大学法学部               |
| 1992年 - 1995年 | 山本秀夫   | 朝日監査法人              |                              |
| 1995年 - 1998年 | 高橋善一郎 | 太田昭和監査法人          |                              |
| 1998年 - 2001年 | 中地宏     | 監査法人トーマツ          | 東京大学経済学部             |
| 2001年 - 2004年 | 奥山章雄   | 中央青山監査法人          | 早稲田大学第一商学部         |
| 2004年 - 2007年 | 藤沼亜起   | 新日本監査法人            | 中央大学商学部               |
| 2007年 - 2010年 | 増田宏一   | あずさ監査法人            | 新潟大学                     |
| 2010年 - 2013年 | 山崎彰三   | 有限責任監査法人トーマツ  | 東北大学経済学部             |
| 2013年 - 2016年 | 森公高     | 有限責任 あずさ監査法人   | 慶應義塾大学経済学部         |
| 2016年 - 2019年 | 関根愛子   | PwCあらた有限責任監査法人 | 早稲田大学理工学部           |
| 2019年 - 2022年 | 手塚正彦   | 有限責任監査法人トーマツ  | 東京大学経済学部             |
| 2022年 - 2025年 | 茂木哲也   | EY新日本有限責任監査法人  | 慶應義塾大学経済学部         |
| 2025年 -        | 南成人     | 仰星監査法人              | 立命館大学経済学部           |

## ボイスコミック『一言のシン』
『一言のシン』（いちげんのシン）は、2022年7月より公式YouTubeチャンネルにて公開されているボイスコミック。主人公である中高生が、友人や家族を巻き込みつつ、身近で起こるありふれた出来事を通じて、知らず知らずのうちに「会計」を学んでいく成長ストーリーとなっている。

### 登場人物
山本シン
声 - 桐山和久
真面目だけどちょっと抜けているところもある高校生。
水沢まゆり
声 - 佐倉薫、市原えりさ
明るく天真爛漫なお嬢様中学生。
シンの父
声 - 影山貴広
山本祐香
声 - 芦原光
シンの母。
山本香織
声 - 沢井真知
シンの姉。
五十嵐リョータ
声 - 中嶋有志
シンの親友。
木島先生
声 - 影山貴広
シンとリョータの担任。
まゆりの友人
声 - 伊織ゆい、沢井真知
雄介
声 - 中嶋有志
シンと香織のいとこ。
ソフィア
声 - 芦原光
香織の友人の留学生。

### 各話リスト
| 配信日         | 話数 | サブタイトル           |
| -------------- | ---- | ---------------------- |
| 2022年07月15日 | #1   | 2つの想い              |
| 012月27日      | #2   | シンの選択             |
| 2023年04月07日 | #3   | Get the chance!        |
| 08月01日       | #4   | ウマい話に気をつけろ   |
| 12月27日       | #5   | 会社の成績表って？     |
| 2024年03月28日 | #6   | 今こそ見直そう         |
| 08月26日       | #7   | 夢へのマネープラン     |
| 2025年03月13日 | #8   | お金の価値が変わる！？ |

## 日商簿記甲子園
- 日本公認会計士協会は、日本商工会議所が2024年度から開催する第1回全国高等学校日商簿記選手権大会（日商簿記甲子園：日商簿記検定施行70周年記念事業）[21]を後援し、商業高等学校等の高校生を支援している。